# Accusé à tort
Ne doit pas être confondu avec Accusée à tort.
Accusé à tort est une émission de télévision française consacrée aux faits divers et erreurs judiciaires, présentée par Nathalie Renoux et diffusée sur M6 du 7 juillet 2010, au 21 janvier 2011. L'émission est diffusée le mercredi en deuxième partie de soirée. Les résumés de certains épisodes sont consultables sur le site internet de Playtv et de Télérama. Chaque épisode est constitué de reconstitutions, de témoignages et d'images d'archive. Plusieurs reportages ont été rediffusés dans l'émission Enquêtes criminelles : le magazine des faits divers sur W9.

## Programmation (juillet2010-août2010)
Cette programmation est établie essentiellement à partir de la liste descriptive des épisodes disponible sur le site internet de l'émission.
Des informations sont mentionnées dans la colonne « Détails et informations supplémentaires », sauf si l'article correspondant existe.
| Date                           | Titres de l'épisode                                   | Détails et informations supplémentaires |
| ------------------------------ | ----------------------------------------------------- | --- |
| 7 juillet 2010                 | Désigné coupable : l'affaire Mauvillain               | |
| 14 juillet 201020 janvier 2011 | Triple meurtre en famille : affaire Jacomet           | |
| 21 juillet 2010                | La grange maudite : l'affaire Fabrice André           | En octobre 1994 à Jausiers, Jean-Émile Rebattu, berger, est trouvé mort dans sa grange. Fabrice André son employé berger est accusé de l'avoir tué. Deux personnes de l'entourage de Fabrice sont déjà mortes de façon mystérieuse. Il est acquitté au bout de 6 ans, après 1054 jours de prison.                                       |
| 28 juillet 2010                | L'innocence à tout prix : affaire Roland Agret        | |
| 4 août 2010                    | Tuée sans raison apparente : affaire Pascal Labarre   | Le 1er septembre 1998 à Lisle, Michèle « Miquette » Gillet, 46 ans, est battue à mort sur la terrasse de sa maison. Pascal Labarre, peintre en bâtiment, est accusé puis acquitté après quatre ans de prison. |
| 11 août 2010                   | 27 ans derrière les barreaux : l'affaire Sean Hodgson | |
| 18 août 2010                   | Mauvaise réputation : affaire André Kaas              | |
| 25 août 2010                   | Massacre en sous-sol : affaire Didier Delporte        | Le 2 mars 1998 à Metz, dans le quartier des Sablons, au 103 rue Kellermann, Chantal Delporte, 28 ans, est découverte poignardée de 26 coups de couteau dans sa cave en feu. Son époux Didier, militaire, obsédé par la peur de l'échec, est accusé sans preuve et sans mobile. Il est emprisonné 21 jours et est acquitté après 11 ans. |